# Conirostre à ventre roux
Conirostrum ferrugineiventre
Espèce
Statut de conservation UICN

 LC  : Préoccupation mineure
Le Conirostre à ventre roux (Conirostrum ferrugineiventre), aussi appelé Sucrier à sourcils blancs, est une espèce de passereaux de la famille des Thraupidae.

## Répartition géographique
Cet oiseau vit sur le flanc est de la puna (Pérou et Bolivie).